# Boeing C-97 Stratofreighter
De Boeing C-97 Stratofreighter werd ontwikkeld door Boeing aan het eind van de Tweede Wereldoorlog door een vergrote bovenkant op een romp en vleugels te bouwen, welke hetzelfde waren als van de B-29 Superfortress. 

## C-97 Stratofreighter
Het prototype XC-97 werd aangedreven door vier keer een Wright R-3350 motor van 1640 kW (2200 pk), en zelfs met deze motor was het toestel tot indrukwekkende prestaties in staat. Op 9 januari 1945 vloog het eerste prototype met een lading van 9072 kilogram  van Seattle naar Washington D.C. in 6 uur 4 minuten, een gemiddelde van 617 km/h.
Voor de productieversie werden de motoren vervangen door Pratt & Whitney Wasp Major motoren met 2610 kW (3500 pk). De C-97 had een bruikbaar laadvermogen van 16 ton en kon twee vrachtwagens of twee lichte tanks vervoeren. Het laadruim was 32 meter lang en onder de staart zaten twee klapdeuren voor het in- en uitladen. Er zijn ongeveer 60 C-97's als transportvliegtuig gebouwd. Tijdens de Koreaanse oorlog werden ze ook ingezet om gewonden te transporteren. De Stratofreighter was in dienst van 1949 tot 1978.

## KC-97 Stratotanker
Het ontwerp werd pas echt succesvol als tankvliegtuig voor het bijtanken in de lucht van andere vliegtuigen. Het was uitgerust met een 
vaste koppeling (flying boom). Van deze versie zijn er in totaal 888 exemplaren gemaakt tussen 1947 en 1958. Hiervan waren er 219 van de versies KC-97E en KC-97F en 592 stuks KC-97G. Deze laatste had extra brandstoftanks van 2650 liter onder beide vleugels en kon 32.225 liter brandstof meenemen en 96 man.
Door de motoren met propellers had de Stratotanker een groot snelheidsverschil met de ontvangende straaljagers. De Stratotanker maakte contact met het ontvangende toestel op grote hoogte en liet zich tijdens het tanken afdalen waardoor de snelheid toenam. De KC-97L werd uitgerust met een extra straalmotor onder beide vleugels waarmee de vliegsnelheid werd verhoogd. Dit maakte deze bijzondere procedure tijdens het tanken overbodig. De KC-97 had twee soorten brandstof aan boord, voor de eigen motoren en voor de ontvangende vliegtuigen met straalmotoren.
Vanaf 1956 werden de KC-97s bij de Amerikaanse luchtmacht vervangen door de Boeing KC-135. Deze hadden het voordeel dat de snelheid hoger lag en er was maar een soort brandstof nodig. In 1964 kwamen nog een aantal toestellen van het type KL-97G terug in gebruik. Deze waren aangepast tot de KC-97L versie en werden gebruikt door de Air National Guard. Ze bleven hier in gebruik tot 1973 en werden nadien nog een aantal jaren in reserve gehouden.
De civiele afgeleide van de C-97, de Boeing 377 Stratocruiser had erg veel invloed op de ontwikkeling van langeafstandspassagiersvliegtuigen.

## Foto's

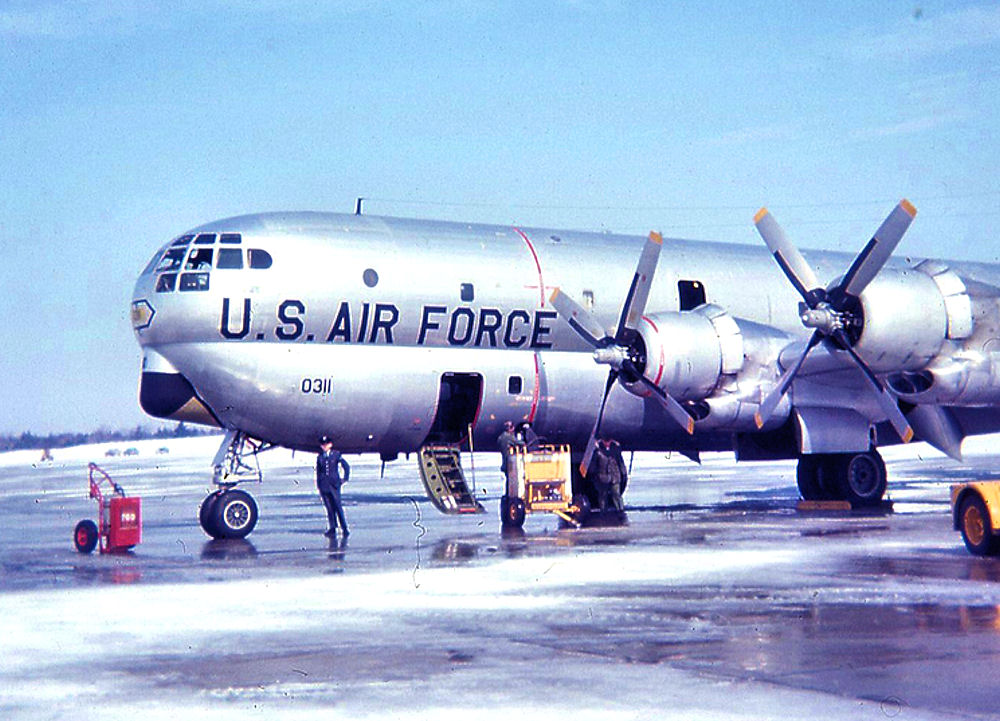
C-97 in 1963
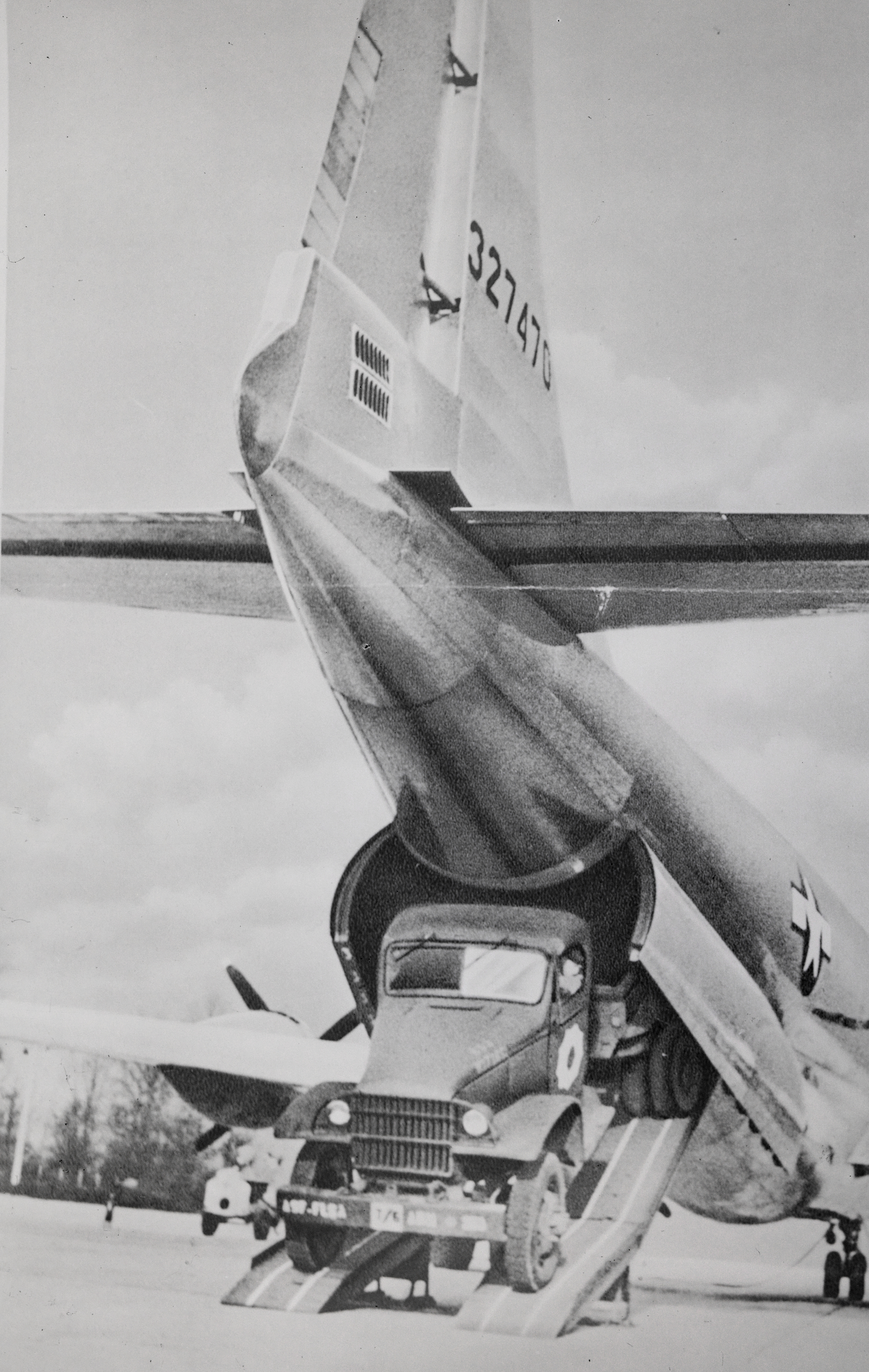
Vrachtwagen op laaddeur
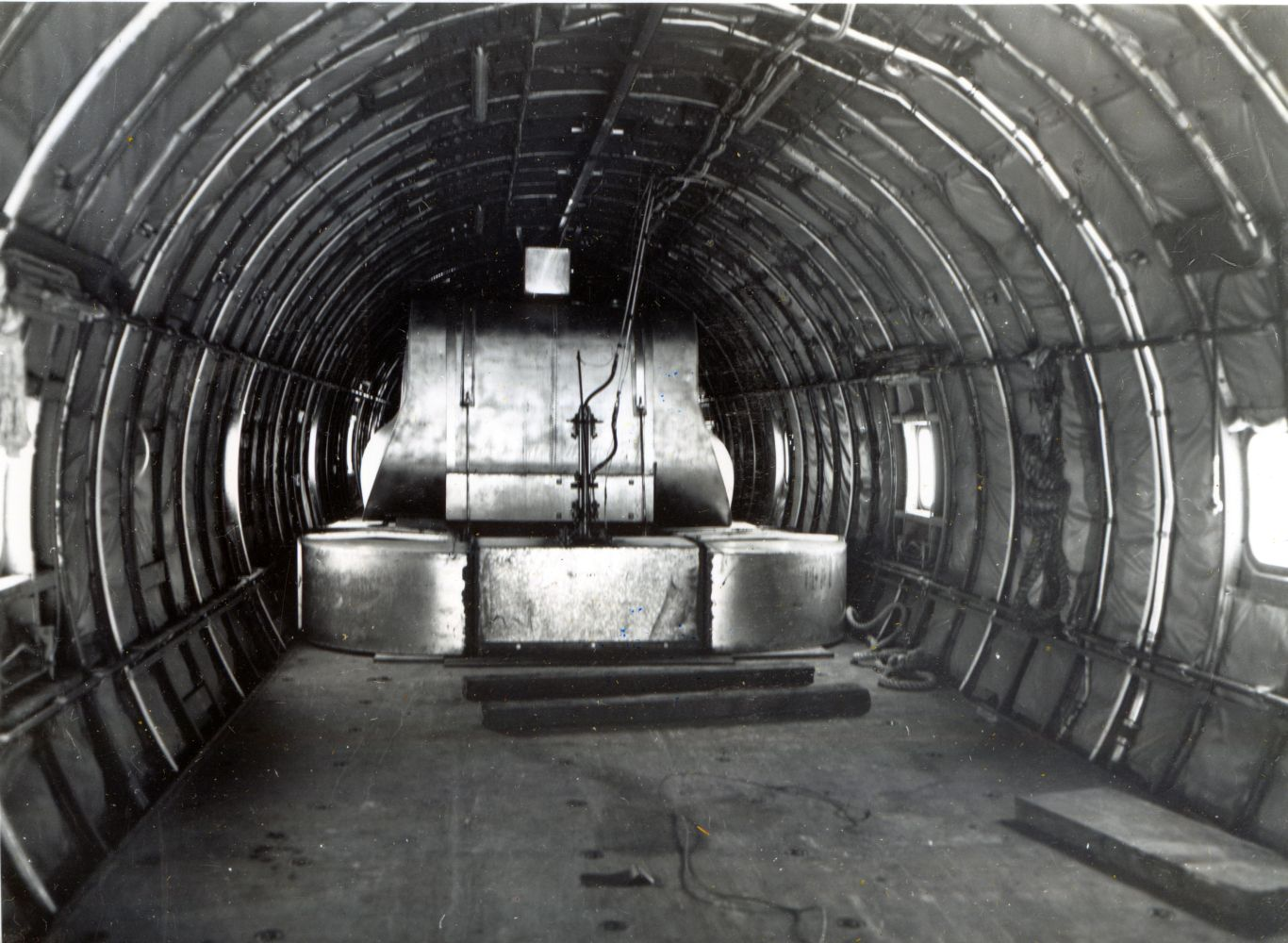
Het ruim
KC-97 Stratotanker met twee A-7 Corsairs waarvan er een wordt bijgetankt
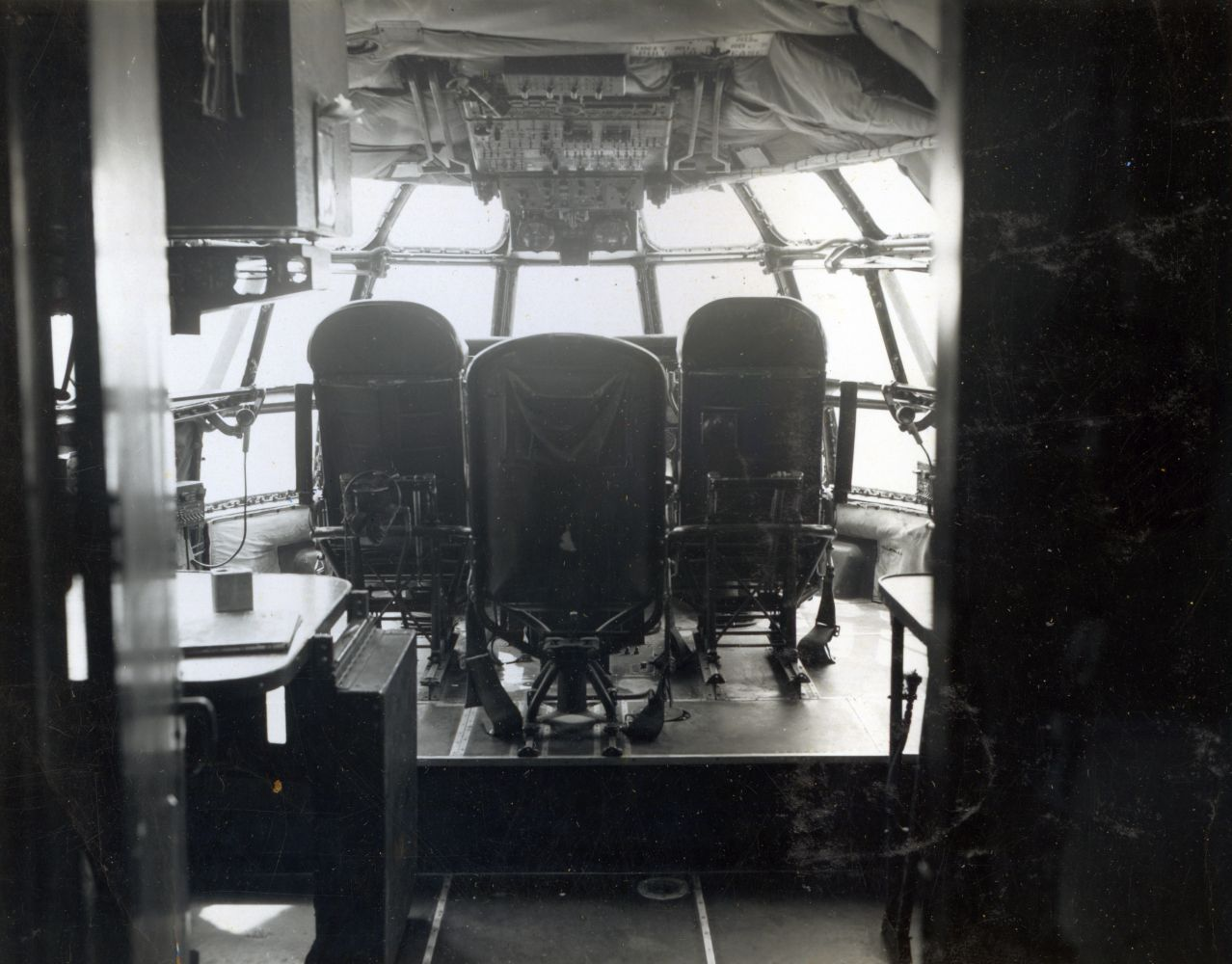
Cockpit
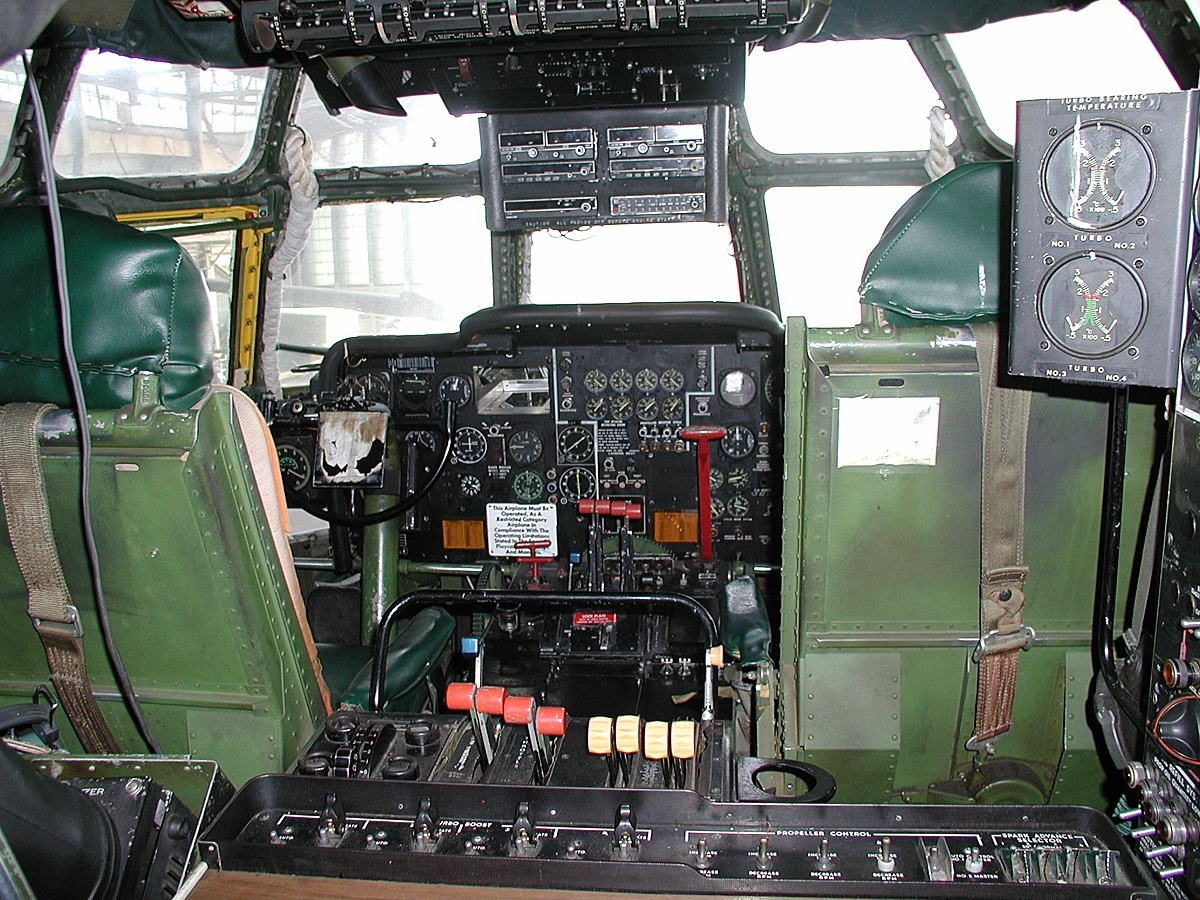
Cockpit instrumenten C-97G

## Naslagwerk
- (en)  Bach, Martin Boeing 367 Stratofreighter, Boeing 377 Stratocruiser, Aero Spacelines Guppies Allershausen: NARA Verlag, 1996 ISBN 3925671188